# Anigraea pectinata
Anigraea pectinata là một loài bướm đêm trong họ Noctuidae.